# 北畠治房
北畠 治房（きたばたけ はるふさ、1833年2月20日（天保4年1月1日） - 1921年（大正10年）5月4日）は、江戸時代末期の勤皇家、明治時代の司法官。旧名は平岡 鳩平（ひらおか きゅうへい）、平岡 武夫（ひらおか たけお）。維新後、南朝の功臣北畠親房の末裔を自称し、北畠治房と改名した。

## 経歴

### 生い立ちと勤王家としての活動
天保4年（1833年）1月1日、大和国平群郡法隆寺村（現：奈良県生駒郡斑鳩町）で誕生。父は平岡久兵衛（北畠末重とも）、母は筒井村の宮井伊右衛門の娘であった。次男とも、四男ともいう。平岡家は中宮寺の宮仕人をしていたと伝えられる。嘉永2年（1849年）2月に家督を相続する。はやくから碇圓意に漢学を、尾崎庄左衛に国学を、柴田多輔に武術を学ぶ。四方に遊学し、尊王攘夷を唱えて伴林光平や乾十郎といった志士と交友した。
文久3年（1863年）8月13日の孝明天皇大和行幸を契機に中山忠光に謁見し、名を平岡武夫にあらため、天誅組の一員として転戦した。天誅組の変が失敗に終わった後は京都や大坂を転々とし、元治元年（1864年）には天狗党の乱にも加わった。その後、大場一真斎や橋本若狭と共謀して薩摩に逃れる。同地で忠勇隊を組織。明治維新に際して、同志を率いて駿府の有栖川宮熾仁親王のもとに向かい、爾来、作戦行動をともにする。この頃、北畠治房を名乗るようになる。

### 官僚としての経歴とその後
明治初期に東京に居を移し、勤王家として大隈重信の寵愛を受ける。明治4年（1871年）に正院御用を任ぜられ、翌明治5年（1872年）に左院中議生となる。明治6年（1873年）、政府は目安箱を廃止し、上書などの提出先を集議院に定めたが、これは北畠の建言によるものだったという。その後、司法省にて権少判事・少判事・権中判事・判事をつとめ、その間、京都裁判所長・横浜裁判所長・大審院判事を歴任する。明治14年（1881年）、明治十四年の政変により、大隈系の官僚のひとりとして免官となる。この間、河野敏鎌・牟田口元學・春木義彰・中野武營らとともに修進社を興し、明治15年（1882年）には立憲改進党の結成に参画した。
明治20年（1887年）に再仕官し、東京控訴院検事長となる。その後、同院評定官・大審院評定官を経て、明治24年（1891年）に大阪控訴院長となる。1896年（明治29年）6月5日、司法官としての長年の功労および、王政復古への勲功を評価され、正二位階および男爵を叙爵した。明治31年（1898年）に司法官を辞職。1908年（明治41年）5月9日、貴族院男爵議員補欠選挙で当選し、1911年（明治44年）7月9日に任期満了となった。晩年は郷里の法隆寺村に隠棲した。1921年（大正10年）5月4日逝去。
北畠の法隆寺村の邸宅を布穀園と号し、1954年（昭和29年）から斑鳩町の結婚式場として用いられた。この邸宅は、2014年（平成26年）より「和CAFE 布穀薗」となっている。

## 親族
- 北畠具雄 - 長男、衆議院議員[1]。
- 東良三郎 - 長女シゲ子の夫[1]。衆議院議員、弁護士。

## 栄典
位階
- 1874年（明治7年）2月18日 - 正六位[12]
- 1891年（明治24年）5月12日 - 従三位[13]

勲章等
- 1888年（明治21年）12月26日 - 勲三等瑞宝章[14]
- 1889年（明治22年）11月25日 - 大日本帝国憲法発布記念章[15]
- 1891年（明治24年）3月30日 - 旭日中綬章[16]
- 1895年（明治28年）12月29日 - 勲二等瑞宝章[17]